# 恵那川上屋
恵那川上屋（えなかわかみや）とは、岐阜県恵那市に本店のある和菓子店。

## 概要
栗きんとんで知られる和菓子店。創業は1964年（昭和39年）6月と比較的新しい企業だが、中津川市の川上屋で工場長を勤めた鎌田満によって創業されているため本家の味が受け継がれている。創業以後の歴史は川上屋と全く異なっており、恵那川上屋では和菓子以外にも栗を用いた洋菓子にも力を入れている。
岐阜県東濃の恵那栗は上質な栗として知られているが、1970年代以降は他地域の栗を用いた生産が多くなっていた。恵那川上屋では恵那栗のブランド化・生産量増加に取り組んでおり、1994年（平成6年）以降農家と栽培契約を結んだり、廃業農家の農地を借りて自社栽培するなどの活動を続けている。地元食材を用いた商品開発を目的とした里の菓工房を展開しており、現在では里の菓工房が長野県と鹿児島県に設置されている。

## 沿革
- 1964年（昭和39年）6月 - 川上屋の工場長を勤めた[1]鎌田満によって創業。
- 1981年（昭和56年）10月 - 1号店となる恵那中央店を開店。
- 1992年（平成4年）8月 - 本社を現在の位置に移転、同所に恵那峡店を開店。
- 1994年（平成6年） - 地元農家と栽培契約を結ぶ[2]。
- 1996年（平成8年）4月 - 高山店、飛騨里の菓工房を開店。
- 1998年（平成10年）5月 - 鎌田真悟が社長に就任。
- 2001年（平成13年）5月 - 社名を株式会社里の菓工房に変更。
- 2004年（平成16年）4月 - 有限会社恵那栗を創業。
- 2008年（平成20年）7月 - 社名を株式会社恵那川上屋に変更。

## 店舗

### 主要店舗
- 恵那峡店（岐阜県恵那市）
- 恵那中央店（岐阜県恵那市）
- 瑞浪店（岐阜県瑞浪市）
- 岐阜高島屋店（岐阜県岐阜市）
- 可児店（岐阜県可児市）
- 咲久舎・可児御嵩インター店（岐阜県可児市）
- 高山店（岐阜県高山市）
- 高山花筏店（岐阜県高山市）
- 星が丘店（愛知県名古屋市千種区）
- 二子玉川店（東京都世田谷区）

### 里の菓工房
- 信州里の菓工房（長野県上伊那郡飯島町）
- 種子島里の菓工房（鹿児島県西之表市）